# Esterhazya macrodonta
Esterhazya macrodonta är en snyltrotsväxtart som först beskrevs av Adelbert von Chamisso, och fick sitt nu gällande namn av George Bentham. Esterhazya macrodonta ingår i släktet Esterhazya och familjen snyltrotsväxter. Inga underarter finns listade i Catalogue of Life.